# تشارلز إس. ميتشيل
تشارلز إس. ميتشيل (بالإنجليزية: Charles S. Mitchell)‏ هو محرر أمريكي، ولد في 13 نوفمبر 1856 في Wilkinsburg, Pennsylvania ‏ في الولايات المتحدة، وتوفي في 9 يناير 1922 في واشنطن العاصمة في الولايات المتحدة.